# Jan Karel Donatus van Beecq
Jan Karel Donatus van Beecq, né en 1638 à Amsterdam et mort le 19 mai 1722 à Paris, est un peintre de l'âge d'or néerlandais.

## Biographie
Jan Karel Donatus van Beecq naît en 1638 à Amsterdam.
Il reçoit une invitation à rester avec le duc de Vendôme à Paris en 1681. La même année, il devient membre de l'Académie de Paris. Il réalise de nombreux tableaux pour le château de Marly et quitte Paris en 1714.
Il meurt le 19 mai 1722 à Paris.